# Пакт Сааведра Ламас
Пакт Сааведра Ламас (на испански: Pacto antibélico Saavedra Lamas или Tratado antibélico de no agresion y de conciliacion) е антивоенен договор за предотвратяване на война чрез ненападение и помирение. Получава това название в чест на неговия автор Карлос Сааведра Ламас — министър на външните работи на Аржентина. Договорът е подписан на 10 октомври 1933 г. в Буенос Айрес от Аржентина, Бразилия, Мексико, Парагвай, Уругвай и Чили. До края на същата година се присъединяват Боливия, Колумбия, Коста Рика и Салвадор. На 27 ноември 1934 г. към пакта се присъединява и България.

## История
През лятото на 1932 г. е изработен проект за съглашение с първоначално название „Южноамерикански антивоенен договор“. В член 3. Карлос Сааведра Ламас провъзгласява отказа от въоръжена и дипломатическа намеса на чужди държави. При официалното му представяне се посочва, че договорът изпълнява същите цели и задачи, каквито има пактът Бриан-Келог и е нов инструмент за поддържане на мира. Договорът се състои от 17 члена.
През март 1933 г., САЩ заявяват своята политика на добросъседство с държавите от Латинска Америка. Провежда се среща между държавния секретар на САЩ Кордел Хъл и министъра на външните работи на Аржентина Карлос Сааведра Ламас, при която се взима решение САЩ да подпишат договора за предотвратяване на война, а Аржентина се присъединява към пакта Бриан-Келог. По-късно пактът „Сааведра Ламас“ е подписан и ратифициран от Италия, Чехословакия, Румъния, Испания, Югославия, Гърция и Норвегия.

## Текст на договора
- Пакт Сааведра Ламас. Източник ДА „Архиви“